# サンディエゴ・クリッパーズ (NBAGリーグ)
サンディエゴ・クリッパーズ（San Diego Clippers）は、NBAGリーグに加盟しているプロバスケットボールチームである。本拠地はアメリカ合衆国カリフォルニア州サンディエゴ。NBAのロサンゼルス・クリッパーズと提携している。

## 歴史
2009年から2014年まで、ロサンゼルス・クリッパーズは、フェニックス・サンズとの単一の提携に切り替わる前のベイカーズフィールド・ジャムと提携していた。2015年12月、クリッパーズのヘッドコーチであるドック・リバースは、クリッパーズがNBAGリーグチームを所有する必要があると主張し、2017年4月、クリッパーズは、2017〜18シーズンに、近くのオンタリオまたはベーカーズフィールドに、NBAGリーグのアフィリエイトを追加しようとしていると報じられた。2017年5月15日、クリッパーズはオンタリオに、アグアカリエンテ・クリッパーズの名称でGリーグ・チームを新設することを発表した。チーム名は、パームスプリングスにリゾートやカジノがある連邦政府が認めた部族であるカウイラインディアンのアグアカリエンテ・バンドにちなんで名付けられ、クリッパーズの提携チームとなった。リーグ加入1年目の2017年にはナタリー・ナカセをアシスタントコーチに招聘。ナカセは翌年ロサンゼルス・クリッパーズのコーチに起用され、NBA史上4人目の女性コーチとなった。

## 脚註
1. ↑  “Doc Rivers says the Clippers 'need' their own D-League team”. Fox Sports. (2015年12月17日) 2021年10月26日閲覧。
2. ↑  “LA Clippers eyeing D-League team for 2017-18 season”.   D-League Digest (2017年4月15日). 2021年10月26日閲覧。
3. ↑  Howard-Cooper, Scott (2017年4月29日). “LA Clippers looking to add D-League affiliate”. NBA Media Ventures, LLC 2019年4月11日閲覧。
4. ↑  “Sources: Clippers to make Agua Caliente Clippers of Ontario D-League team”. ESPN Internet Ventures, LLC. (2017年5月9日) 2021年10月26日閲覧。
5. ↑  Oram, Bill (2017年5月10日). “Clippers close to making Ontario D-League team a reality”. 2017年7月13日閲覧。
6. ↑  “L.A. Clippers Purchase NBA Development League Team”. NBA Media Ventures, LLC. (2017年5月15日) 2017年7月13日閲覧。